# 長尾霸鶲
長尾霸鶲是雀形目霸鶲科長尾霸鶲屬下唯一的一種鳥類。該物種主要分佈於南美洲的宏都拉斯至阿根廷之間的熱帶潮濕森林、次生林生活，多於海拔在1200公尺以下生活。其體長約8—9公分，而尾羽界於1—12公分之間，全身黑色調為主並在頭部、臀部具白色羽毛，主要以昆蟲為食，常成對出現。

## 外部連結
- 维基共享资源上的相關多媒體資源：長尾霸鶲
- 維基物種上的相關：長尾霸鶲